# Cuadernos Lagoven

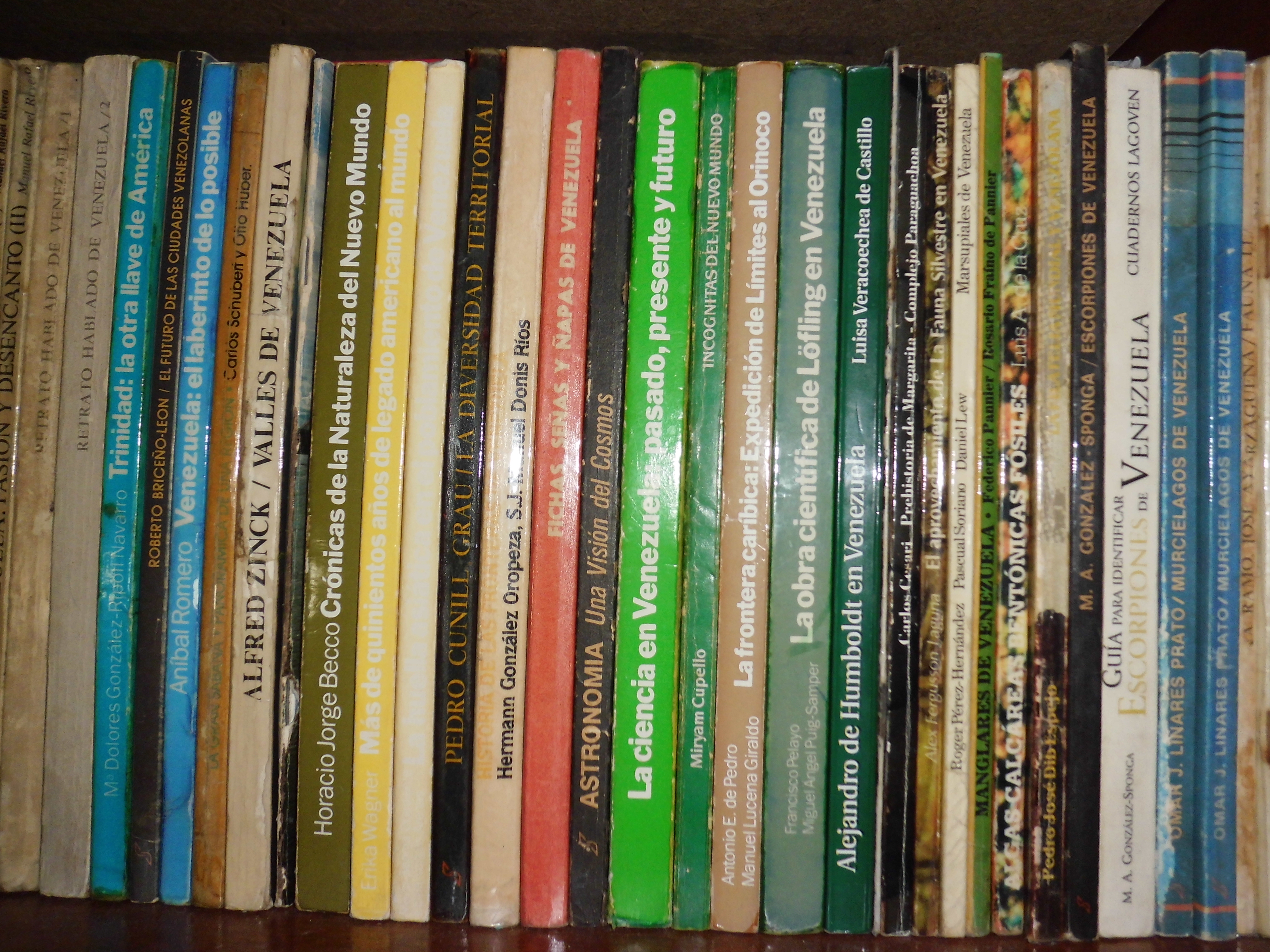
Cuadernos Lagoven

Los Cuadernos Lagoven fueron una serie de publicaciones, impulsadas por la antigua empresa petrolera Lagoven, de allí su nombre, relacionadas con diversos temas del acontecer venezolano, elaboradas por destacadas y reconocidas personalidades especializadas en los temas de las publicaciones. 

## Origen
Se inicia en 1976 con el título “Ciudades Cuatricentenarias”, del geógrafo Manuel Pérez Vila. En total se publicaron más de 250 títulos desde 1976 hasta 1997. A partir de 1998, la publicación fue rebautizada como Cuadernos PDVSA, esto como consecuencia del cese de actividades de la extinta filial petrolera.
Definidos como una aproximación a las múltiples y diversas expresiones del quehacer humano y concebidos con un claro sentido de utilidad, cada número ha buscado la armonía entre el valor mismo del tema, el interés del público, la seriedad y amenidad del tratamiento y la riqueza gráfica y de diseño. 
La crítica, el ensayo histórico, la investigación antropológica, el pensamiento venezolano, la geografía venezolana, la ecología, la ciudad y su atmósfera, la tecnología, el arte fueron materia de los "Cuadernos Lagoven" con los cuales Lagoven creyó haber servido a la cultura venezolana. El hombre y su ambiente, el documento inédito, la obra de interés colectivo seguirán siendo objeto y meta de este esfuerzo que ha contado con el inestimable aporte de los autores que lo hicieron posible. 
El buen grado de aceptación y veracidad de sus temas vieron recompensados en el año de 1986 cuando se le otorgó el Premio Nacional de Periodismo a los Cuadernos Lagoven. Esta publicación de la filial petrolera Lagoven, S.A. puede interpretarse como un buen ejemplo de sembrar el petróleo. También en el año 1986 Cuadernos Lagoven llegó a su publicación número 50, dicha publicación estuvo por título “La poesía de los pueblos con sed” escrito por la pluma de Luis Beltrán Prieto Figueroa.
Adicional a la serie de libros de Cuadernos Lagoven (tanto en idioma español como en inglés) se produjo como complemento una serie de videos para televisión también titulada Cuadernos Lagoven.
Entre uno de los elementos de la política de esta publicación de Lagoven y como parte de su contribución al conocimiento del acontecer venezolano estuvo el hecho que la publicación no presentara costo monetario y fuese una obra de distribución pública y gratuita, aspecto este que contribuyó a que las obras presentasen amplio espectro de distribución entre la población venezolana. 

## Listado de Cuadernos Lagoven
| Referencia | ISBN                                              |
| - Autor: Manuel Pérez Vila. - Título: Ciudades cuatricentenarias. - Año: 1976. - Referencia: Serie el hombre y su ambiente. Cuadernos Lagoven. Lagoven, S.A., Caracas-Venezuela. 24p. | ISBN -                                            |
| - Autor: Pedro Grases. - Título: Andrés Bello, humanista caraqueño. - Año: 1977. - Referencia: Cuadernos Lagoven. Lagoven, S.A., Caracas-Venezuela. 24p. | ISBN                                              |
| - Autor: Augusto Germán Orihuela. - Título: La ciudad transfigurada. - Año: 1978. - Referencia: Cuadernos Lagoven. Lagoven, S.A., Caracas-Venezuela. 24p. | ISBN                                              |
| - Autor: Juan Pedro Posani. - Título: Arquitecturas de Villanueva. - Año: 1978. - Referencia: Cuadernos Lagoven. Lagoven, S.A., Caracas - Venezuela. 36p. | ISBN                                              |
| - Autor: B, J., Méndez. - Título: Archipiélago Los Roques/Islas las Aves. - Año: 1978. - Referencia: Cuadernos Lagoven. Lagoven, S.A., Caracas-Venezuela. 48p. | ISBN                                              |
| - Autor: Francisco Mago Leccia. - Título: Los peces de agua dulce de Venezuela. - Año: octubre de 1978. - Referencia: Serie ecología. Cuadernos Lagoven. Lagoven, S.A., Caracas - Venezuela. 36p. | ISBN                                              |
| - Autor: Manuel Pérez Vila - Título: La caricatura política en el siglo XIX. - Año: 1979. - Referencia: Cuadernos Lagoven. Lagoven, S.A., Caracas-Venezuela. | ISBN                                              |
| - Autor: Francisco José Iturriza G. - Título: Falcon apuntes geográficos. - Año: 1979. - Referencia: Cuadernos Lagoven. Lagoven, S.A., Caracas-Venezuela. | ISBN                                              |
| - Autor: Efraín Subero. - Título: Cercanía de Rómulo Gallegos. - Año: abril de 1979. - Referencia: Cuadernos Lagoven. Lagoven, S.A., Caracas-Venezuela. 84p. | ISBN                                              |
| - Autor: Garriga, Georgias R. - Título: Fichas, señas y ñapas de Venezuela. - Año: julio de 1979. - Referencia: Cuadernos Lagoven. Lagoven, S.A., Caracas-Venezuela. 144p. | ISBN                                              |
| - Autor: Erika Wagner. - Título: Los Pobladores palafiticos de la cuenca del lago de Maracaibo. - Año: 1980. - Referencia: Cuadernos Lagoven. Lagoven, S.A., Caracas-Venezuela. | ISBN                                              |
| - Autor: Rafael Valery S. - Título: Las comunidades petroleras. - Año: 1980. - Referencia: Cuadernos Lagoven. Lagoven, S.A., Caracas-Venezuela. | ISBN                                              |
| - Autor: Rafael Pineda. - Título: Retrato hablado de Venezuela 1. - Año: abril de 1980. - Referencia: Cuadernos Lagoven. Lagoven, S.A., Caracas-Venezuela. 152p. | ISBN                                              |
| - Autor: Rafael Pineda. - Título: Retrato hablado de Venezuela 2. - Año: abril de 1980. - Referencia: Cuadernos Lagoven. Lagoven, S.A., Caracas-Venezuela. 180p. | ISBN                                              |
| - Autor: José Luis Salcedo Bastardo. - Título: Crisol del americanismo la casa de Miranda en Londres. - Año: octubre de 1980. - Referencia: Cuadernos Lagoven. Lagoven, S.A., Caracas-Venezuela. 108p. | ISBN                                              |
| - Autor: Alfred Zinck. - Título: Valles de Venezuela. - Año: noviembre de 1980. - Referencia: Cuadernos Lagoven. Lagoven, S.A., Caracas-Venezuela. 152p. | ISBN                                              |
| - Autor: José Ayarzagüena, T. J. Pérez, y Cristina Ramo. - Título: Los garceros del llano. - Año: 1981. - Referencia: Cuadernos Lagoven. Lagoven, S.A., Caracas-Venezuela. | ISBN                                              |
| - Autor: Pedro Cunill Grau. - Título: La diversidad territorial base del desarrollo venezolano. - Año: noviembre de 1981. - Referencia: Cuadernos Lagoven. Lagoven, S.A., Caracas-Venezuela. 128p. | ISBN                                              |
| - Autor: Alfred Zinck. - Título: Ríos de Venezuela. - Año: 1982. - Referencia: Cuadernos Lagoven. Lagoven, S.A., Caracas-Venezuela. | ISBN 980-259-084-3                                |
| - Autor: María Matilde Suárez. - Título: Fincas familiares en los Andes. - Año: 1982. - Referencia: Cuadernos Lagoven. Lagoven, S.A., Caracas-Venezuela. 59. | ISBN                                              |
| - Autor: María Begoña Bolinaga. - Título: Bolívar conservacionista. - Año: diciembre de 1982. - Referencia: Serie Bicentenario. Cuadernos Lagoven. Lagoven, S.A., Caracas-Venezuela. 92p. | ISBN                                              |
| - Autor: Armando Rojas Guardia. - Título: Bolívar diplomático. - Año: 1983. - Referencia: Serie Bicentenario Cuadernos Lagoven. Lagoven, S.A., Caracas-Venezuela. 24p. | ISBN                                              |
| - Autor: Héctor Bencomo Barrios. - Título: Bolívar jefe militar. - Año: marzo de 1983. - Referencia: Serie Bicentenario. Cuadernos Lagoven. Lagoven, S.A., Caracas-Venezuela. 80p. | ISBN                                              |
| - Autor: Tomás Polanco Alcántara. - Título: Bolívar y la justicia. - Año: junio de 1983. - Referencia: Serie Bicentenario. Cuadernos Lagoven. Lagoven, S.A., Caracas-Venezuela. 276p. | ISBN                                              |
| - Autor: Efraín Subero. - Título: Bolívar Escritor. - Año: julio de 1983. - Referencia: Serie Bicentenario. Cuadernos Lagoven. Lagoven, S.A., Caracas-Venezuela. 276p. | ISBN                                              |
| - Autor: R.J. Lovera De-Sola. - Título: Bolívar y la opinión pública. - Año: agosto de 1983. - Referencia: Serie Bicentenario. Cuadernos Lagoven. Lagoven, S.A., Caracas-Venezuela. 84p. | ISBN                                              |
| - Autor: Cristina Ramo y José Ayarzaguena. - Título: Fauna llanera. - Año: diciembre de 1983. - Referencia: Cuadernos Lagoven. Lagoven, S.A., Caracas-Venezuela. 84p. | ISBN                                              |
| - Autor: Carlos Schubert. - Título: Los terremotos en Venezuela y su origen. - Año: 1984. - Referencia: Cuadernos Lagoven. Lagoven, S.A., Caracas-Venezuela. 72p. | ISBN                                              |
| - Autor: Manuel Ángel González Sponga. - Título: Escorpiones de Venezuela. - Año: febrero de 1984. - Referencia: Cuadernos Lagoven. Lagoven, S.A., Caracas-Venezuela. 128p. | ISBN                                              |
| - Autor: Franklin Guerra Cedeño. - Título: Esclavos negros, cimarroneras y cumbes de Barlovento. - Año: mayo de 1984. - Referencia: Cuadernos Lagoven. Lagoven, S.A., Caracas-Venezuela. 72p. | ISBN                                              |
| - Autor: Efraín Subero. - Título: Aproximación a la sociología de Rómulo Gallegos. - Año: julio de 1984. - Referencia: Cuadernos Lagoven. Lagoven, S.A., Caracas-Venezuela. 136p. | ISBN                                              |
| - Autor: María Elena Ramos. - Título: Un museo para la paz. - Año: agosto de 1984. - Referencia: Cuadernos Lagoven. Lagoven, S.A., Caracas-Venezuela. 88p. | ISBN                                              |
| - Autor: Ramón Escovar Salom. - Título: Apertura hacia el futuro de Venezuela. - Año: febrero de 1985. - Referencia: Serie siglo XXI. Cuadernos Lagoven. Lagoven, S.A., Caracas-Venezuela. 100p. | ISBN                                              |
| - Autor: Celso Rivas Balboa. - Título: Manos y cerebro para nuestro futuro. - Año: mayo de 1985. - Referencia: Serie siglo XXI. Cuadernos Lagoven. Lagoven, S.A., Caracas-Venezuela. 88p. | ISBN 980-259-000-2                                |
| - Autor: Manuel Rafael Rivero. - Título: Conservación y mantenimiento. - Año: julio de 1985. - Referencia: Serie siglo XXI. Cuadernos Lagoven. Lagoven, S.A., Caracas-Venezuela. 96p. | ISBN 980-259-003-7                                |
| - Autor: Hernán Méndez Castellano. - Título: Aproximación a la salud de la Venezuela del siglo XXI. - Año: septiembre de 1985. - Referencia: Serie siglo XXI. Cuadernos Lagoven. Lagoven, S.A., Caracas-Venezuela. 96p. | ISBN 980-259-018-5                                |
| - Autor: Oswaldo Romero García. - Título: Motivado para el trabajo. - Año: octubre de 1985. - Referencia: Serie siglo XXI. Cuadernos Lagoven. Lagoven, S.A., Caracas-Venezuela. 84p. | ISBN 980-259-026-6                                |
| - Autor: Pedro Cunill Grau. - Título: Recursos y territorios en la Venezuela posible. - Año: diciembre de 1985. - Referencia: Serie Siglo XXI. Cuadernos Lagoven. Lagoven, S.A., Caracas-Venezuela. 112p. | ISBN 980-259-034-7                                |
| - Autor: Arturo Uslar Pietri. - Título: Medio siglo de Venezuela. - Año: 1986. - Referencia: Cuadernos Lagoven. Lagoven, S.A., Caracas-Venezuela. 431p. | ISBN 980-259-058-4                                |
| - Autor: Luis Beltrán Prieto Figueroa. - Título: La poesía de los pueblos con sed. - Año: abril de 1986. - Referencia: Cuadernos Lagoven. Lagoven, S.A., Caracas-Venezuela. 184p. | ISBN 980-259-047-9                                |
| - Autor: Ana Mercedes Asuaje de Rugeles, María Guinand, y Bolivia Bottome. - Título: Historia del movimiento coral y de las orquestas juveniles en Venezuela. - Año: junio de 1986. - Referencia: Cuadernos Lagoven. Lagoven, S.A., Caracas-Venezuela. 96p. | ISBN 980-259-064-9                                |
| - Autor: Miguel Castillo Didier. - Título: Miranda y Grecia. - Año: agosto de 1986. - Referencia: Cuadernos Lagoven. Lagoven, S.A., Caracas-Venezuela. 112p. | ISBN 980-259-080-0                                |
| - Autor: Antonio Capobianco. - Título: El cultivo del mar, ríos y lagos de Venezuela. - Año: octubre de 1986. - Referencia: Cuadernos Lagoven. Lagoven, S.A., Caracas-Venezuela. 62p. | ISBN 980-259-089-4                                |
| - Autor: Roberto Briceño León. - Título: El futuro de las ciudades de Venezuela. - Año: diciembre de 1986. - Referencia: Cuadernos Lagoven. Lagoven, S.A., Caracas-Venezuela. 108p. | ISBN 980-259-092-4                                |
| - Autor: Federico Cook. - Título: El cuatro venezolano. - Año: febrero de 1987. - Referencia: Cuadernos Lagoven. Lagoven, S.A., Caracas-Venezuela. 108p. | ISBN 980-259-100-9                                |
| - Autor: Omar Linares. - Título: Murciélagos de Venezuela. - Año: abril de 1987. - Referencia: Cuadernos Lagoven. Lagoven, S.A., Caracas-Venezuela. 122p. | ISBN 980-259-107-6                                |
| - Autor: Karin Jezierski. - Título: Un pueblo pinta su historia el muralismo en Venezuela. - Año: junio de 1987. - Referencia: Cuadernos Lagoven. Lagoven, S.A., Caracas-Venezuela. 110p. | ISBN 980-259-113-0                                |
| - Autor: Franco della Prugna, Jurgen Stock, Nuria Calvet y Gustavo Bruzual A. - Título: Astronomía una visión del cosmos. - Año: agosto de 1987. - Referencia: Cuadernos Lagoven. Lagoven, S.A., Caracas-Venezuela. 144p. | ISBN 980-259-130-0                                |
| - Autor: Roberto Montero Castro, Ariel Jiménez, José María Salvador y Rita Salvestrini. - Título: Museo de arte contemporáneo de Caracas. - Año: noviembre de 1987. - Referencia: Cuadernos Lagoven. Lagoven, S.A., Caracas-Venezuela. 114p. | ISBN 980-259-133-5                                |
| - Autor: Mario Milanca Guzmán. - Título: Teresa Carreño gira caraqueña y evocación (1885-1887). - Año: diciembre de 1987. - Referencia: Cuadernos Lagoven. Lagoven, S.A., Caracas-Venezuela. 140p. | ISBN 980-259-151-3                                |
| - Autor: Germán Carrera Damas. - Título: Formulación definitiva del proyecto nacional 1870-1900. - Año: 1988. - Referencia: Cuadernos Lagoven. Serie Cuatro Repúblicas Lagoven, S.A., Caracas-Venezuela. | ISBN -                                            |
| - Autor: Elías Pino Iturrieta. - Título: Venezuela metida en cintura 1900-1945. - Año: 1988. - Referencia: Cuadernos Lagoven. Serie Cuatro Repúblicas Lagoven, S.A., Caracas-Venezuela. | ISBN -                                            |
| - Autor: Diego Bautista Urbaneja. - Título: La idea política de Venezuela: 1830-1870. - Año: 1988. - Referencia: Cuadernos Lagoven. Serie Cuatro Repúblicas Lagoven, S.A., Caracas-Venezuela. 120p | ISBN 980-259-166-1                                |
| - Autor: Manuel Rafael Rivero. - Título: La república en Venezuela pasión y desencanto (I). - Año: febrero de 1988. - Referencia: Serie Cuatro Repúblicas. Cuadernos Lagoven. Lagoven, S.A., Caracas-Venezuela. 128p. | - ISBN 980-259-156-4 - ISBN 980-259-157-2-0 (V.1) |
| - Autor: Manuel Rafael Rivero. - Título: La república en Venezuela pasión y desencanto (II). - Año: abril de 1988. - Referencia: Serie Cuatro Repúblicas. Cuadernos Lagoven. Lagoven, S.A., Caracas-Venezuela. 128p. | - ISBN 980-259-156-4 - ISBN 980-259-158-0 (V.2)   |
| - Autor: Graciela Soriano de García Pelayo. - Título: Venezuela 1810-1830 Aspectos desatendidos de dos décadas. - Año: junio de 1988. - Referencia: Serie Cuatro Repúblicas. Cuadernos Lagoven. Lagoven, S.A., Caracas-Venezuela. 152p. | ISBN 980-259-164-5                                |
| - Autor: Luis Castro Leiva. - Título: El dilema octubrista: 1945-1987. - Año: diciembre de 1988. - Referencia: Serie Cuatro Repúblicas. Cuadernos Lagoven. Lagoven, S.A., Caracas-Venezuela. 132p. | ISBN 980-259-217-X                                |
| - Autor: Juan Uslar Pietri. - Título: La Revolución Francesa y la independencia de Venezuela. - Año: 1989. - Referencia: Cuadernos Lagoven. Lagoven, S.A., Caracas-Venezuela. 120p | ISBN 980-259-237-4                                |
| - Autor: Orlando Albornoz. - Título: Juventud y educación en Venezuela inserción y reproducción social. - Año: febrero de 1989. - Referencia: Serie Siglo XXI. Cuadernos Lagoven. Lagoven, S.A., Caracas-Venezuela. 156p. | ISBN 980-259-230-7                                |
| - Autor: Carlos Schubert y Otto Huber. - Título: La Gran Sabana panorámica de una región. - Año: junio de 1989. - Referencia: Cuadernos Lagoven. Lagoven, S.A., Caracas-Venezuela. 108p. | ISBN 980-259-238-2                                |
| - Autor: Hermann González Oropeza y Manuel Donis Ríos - Título: Historia de las fronteras de Venezuela. - Año: agosto de 1989. - Referencia: Cuadernos Lagoven. Lagoven, S.A., Caracas-Venezuela. 180p. | ISBN 980-259-257-9                                |
| - Autor: Jesús Ignacio Pérez Perazzo - Título: El maravilloso mundo de la banda. - Año: octubre de 1989. - Referencia: Cuadernos Lagoven. Lagoven, S.A., Caracas-Venezuela. 96p. | ISBN 980-259-257-9                                |
| - Autor: Federico Panier y Rosario Fraíno de Panier. - Título: Manglares de Venezuela distribución geográfica de los manglares en Venezuela. - Año: diciembre de 1989. - Referencia: Cuadernos Lagoven. Lagoven, S.A., Caracas-Venezuela. 35p. | ISBN 980-259-264-1                                |
| - Autor: Federico Panier y Rosario Fraíno de Panier. - Título: Manglares de Venezuela. - Año: diciembre de 1989. - Referencia: Cuadernos Lagoven. Lagoven, S.A., Caracas-Venezuela. 66p. | ISBN 980-259-264-1                                |
| - Autor: Jesús García. - Título: África en Venezuela. Pieza de Indias. - Año: 1990. - Referencia: Cuadernos Lagoven.Lagoven, S.A., Caracas-Venezuela. | ISBN -                                            |
| - Autor: Daniel Bendahan. - Título: Siete músicos venezolanos. - Año: febrero de 1990. - Referencia: Cuadernos Lagoven. Lagoven, S.A., Caracas-Venezuela. 94p. | ISBN 980-259-292-7                                |
| - Autor: Alex Fergusson Laguna. - Título: El Aprovechamiento de la fauna silvestre de Venezuela. - Año: junio de 1990. - Referencia: Cuadernos Lagoven. Lagoven, S.A., Caracas-Venezuela. 98p. | ISBN 980-259-308-7                                |
| - Autor: Lowell Dunham. - Título: Cartas familiares de Rómulo Gallegos. - Año: agosto de 1990. - Referencia: Cuadernos Lagoven. Lagoven, S.A., Caracas-Venezuela. 98p. | ISBN 980-259-339-7                                |
| - Autor: Pedro José Dib Espejo. - Título: La filatelia mundial y venezolana. - Año: diciembre de 1990. - Referencia: Cuadernos Lagoven. Lagoven, S.A., Caracas-Venezuela. 144p. | ISBN 980-259-363-X                                |
| - Autor: Myriam Cupello. - Título: Incógnitas del nuevo mundo. - Año: diciembre de 1990. - Referencia: Cuadernos Lagoven. Lagoven, S.A., Caracas-Venezuela. 144p. | ISBN 980-259-363-X                                |
| - Autor: Rafael Carias. - Título: ¿Quiénes somos los venezolanos? . - Año: 1990. - Referencia: Cuadernos Lagoven. Lagoven, S.A., Caracas-Venezuela. | ISBN -                                            |
| - Autor: Angelina Pollak-Eltz. - Título: La negritud en Venezuela. - Año: 1991. - Referencia: Cuadernos Lagoven. Lagoven, S.A., Caracas-Venezuela. 115p. | ISBN -                                            |
| - Autor: Horacio Jorge Becco. - Título: Crónicas de la naturaleza del nuevo mundo. - Año: abril de 1991. - Referencia: Cuadernos Lagoven. Lagoven, S.A., Caracas-Venezuela. 148p. | ISBN 980-259-407-5                                |
| - Autor: Aníbal Romero. - Título: Venezuela el laberinto de lo posible. - Año: junio de 1991. - Referencia: Cuadernos Lagoven. Lagoven, S.A., Caracas-Venezuela. 84p. | ISBN 980-259-410-5                                |
| - Autor: Erika Wagner. - Título: Más de quinientos años de legado americano al mundo. - Año: agosto de 1991. - Referencia: Cuadernos Lagoven. Lagoven, S.A., Caracas-Venezuela. 104p. | ISBN 980-259-409-1                                |
| - Autor: Alexandra Álvarez, Paola Bentivoglio, Enrique Obediente, María Josefina Tejera, y Mercedes Sedano. - Título: El idioma español de la Venezuela actual. - Año: 1992. - Referencia: Cuadernos Lagoven. Lagoven, S.A. Caracas-Venezuela. 98p | ISBN 980-259-499-7                                |
| - Autor: Humberto Ruiz Calderón, Hebe M. C. Vessuri, Maria Cristina di Prisco, Yajaira Freites, Yolanda Texeira, Marcel Roche, José Ávila Bello, Jacinto Convit, Ignacio Ávalos, Walter Jaffé y Julio Urbina. - Título: La Ciencia en Venezuela: pasado presente y futuro. - Año: agosto de 1992. - Referencia: Serie Medio Milenio Cuadernos Lagoven. Lagoven, S.A., Caracas-Venezuela. 164p. | ISBN 980-259-479-9                                |
| - Autor: Mario Sanoja Obediente e Iraida Vargas Arenas. - Título: La huella asiática en el poblamiento de Venezuela. - Año: abril de 1992. - Referencia: Serie Medio Milenio Cuadernos Lagoven. Lagoven, S.A., Caracas-Venezuela. 104p. | ISBN 980-259-497-0                                |
| - Autor: María Dolores González-Ripol Navarro. - Título: Trinidad la otra llave de América. - Año: julio de 1992. - Referencia: Serie Medio Milenio Cuadernos Lagoven. Lagoven, S.A., Caracas-Venezuela. 104p. | ISBN 980-259-498-9                                |
| - Autor: Manuel Lucena Giraldo y Antonio E. de Pedro. - Título: La frontera caribica expedición de límites al Orinoco. - Año: septiembre de 1992. - Referencia: Serie Medio Milenio Cuadernos Lagoven. Lagoven, S.A., Caracas-Venezuela. 128p. | ISBN 980-259-500-4                                |
| - Autor: Francisco Pelayo y Miguel Ángel Puig-Samper. - Título: La obra científica de Löfling en Venezuela. - Año: diciembre de 1992. - Referencia: Serie Medio Milenio Cuadernos Lagoven. Lagoven, S.A., Caracas-Venezuela. 164p. | ISBN 980-259-501-2                                |
| - Autor: Ramiro Royero. - Título: Peces ornamentales de Venezuela. - Año: abril de 1993. - Referencia: Cuadernos Lagoven. Lagoven, S.A., Caracas-Venezuela. 106p. | ISBN 980-259-562-4                                |
| - Autor: Luis de la Cruz. - Título: Algas calcáreas bentónicas fósiles. - Año: septiembre de 1993. - Referencia: Cuadernos Lagoven. Lagoven, S.A., Caracas-Venezuela. 80p. | ISBN 980-259-577-2                                |
| - José Luis Gómez Carredano. - Título: Las aves de presa de los llanos venezolanos. - Año: 1994. - Referencia: Cuadernos Lagoven. Lagoven, S.A. Caracas-Venezuela. 96. | ISBN 980-259-612-4                                |
| - Autor: Roger Pérez Hernández, Pascual Soriano Montes y Daniel Lew. - Título: Marsupiales de Venezuela. - Año: marzo de 1994. - Referencia: Cuadernos Lagoven. Lagoven, S.A., Caracas-Venezuela. 76. | ISBN 980-259-612-4                                |
| - Autor: Karin Jezierski. - Título: Pintores del Zulia. - Año: mayo de 1995. - Referencia: Cuadernos Lagoven. Lagoven, S.A., Caracas-Venezuela. 95. | ISBN 980-259-612-4                                |
| - Autor: Carlos Cesari. - Título: Prehistoria de Margarita complejo Paraguachoa. - Año: mayo de 1995. - Referencia: Cuadernos Lagoven. Lagoven, S.A., Caracas-Venezuela. 84. | ISBN 980-259-614-0                                |
| - Autor: Manuel Ángel González Sponga. - Título: Guía para identificar escorpiones de Venezuela. - Año: noviembre de 1996. - Referencia: Cuadernos Lagoven. Lagoven, S.A., Caracas-Venezuela. 204. | ISBN 980-259-614-0                                |
| - Autor:C. Balboa. - Título: Un nuevo paradigma en educación y formación de recursos humanos. - Año: 1996. - Referencia: Cuadernos Lagoven. Lagoven, S.A., Caracas-Venezuela. | ISBN 980-259-614-0                                |
| - Efraín Subero . - Título: Venezuela, 500 años. (Primera parte). - Año: 1997. - Referencia: Cuadernos Lagoven. Lagoven, S.A. Caracas-Venezuela. | ISBN 980-259-614-0                                |
| - Efraín Subero. - Título: Venezuela, 500 años. (Segunda parte). - Año: 1997. - Referencia: Cuadernos Lagoven. Lagoven, S.A. Caracas-Venezuela. | ISBN 980-259-614-0                                |

## Listado de Cuadernos Lagoven en inglés
| Referencia | ISBN               |
| - Autor: José Luis Salcedo Bastardo. - Título: Crucible of Americanism Miranda's London house. - Año: 1981. - Referencia: Lagoven Booklets. Lagoven, S.A. Caracas-Venezuela. 108p. | ISBN -             |
| - Autor: Alfred Zinck. - Título: Venezuelan rivers. - Año: October 1986. - Referencia: Lagoven Booklets. Lagoven, S.A. Lagoven, S.A., Caracas-Venezuela. 64p.                      | ISBN 980-259-084-3 |